# Lariophagus dryorhizoxeni
Lariophagus dryorhizoxeni is een vliesvleugelig insect uit de familie Pteromalidae. De wetenschappelijke naam is voor het eerst geldig gepubliceerd in 1886 door Ashmead.